# Cneorane elegans
Cneorane elegans es un coleóptero de la familia Chrysomelidae.
Fue descrita científicamente por primera vez en 1874 por Baly.